# Tornado over Kansas
Tornado over Kansas, ou simplement The Tornado, est une peinture à l'huile sur toile réalisée en 1929  par le peintre régionaliste américain John Steuart Curry. Il représente une scène dramatique dans laquelle une famille court pour se mettre à l'abri alors qu'une tornade s'approche de leur ferme.
Tornado over Kansas fait partie de plusieurs œuvres de Curry illustrant les catastrophes naturelles au Kansas. Il a été largement reproduit dans des publications telles que les magazines Time et Life, et fait maintenant partie des œuvres les plus connues de Curry.
Depuis 1935, le tableau est exposé au musée d'art de Muskegon.